# Nedeczky Károly (püspök)
Nedeczei Nedeczky Károly (Lesencetomaj, Zala vármegye, 1766. december 14. – Veszprém, 1823. november 15.) veszprémi kanonok, választott drivasztói püspök.

## Élete
Az ősrégi nedeczei Nedeczky család sarja. Édesapja, nedeczei Nedeczky Tamás (1737–1773), édesanyja, adamóczi Ambró Franciska (1744–1792) volt. Fivére nedeczei Nedeczky Ferenc (1769–1835), megyei másodaljegyző, árvaszéki elnök volt. Nedeczky Károly a filozófiai tanulmányait Győrött, a teológiait Pozsonyban végezte. 1789. december 16-án pappá szentelték. Először 1794. május 9-étől szertartó volt Hahóton, majd 1796. január 19-étől Tapolcán. 1797. július 28-ától a keszthelyi plébános és hahóti javadalmas apát lett. 
1801. május 30-án veszprémi kanonokká nevezték ki. 1808. december 10-én általános püspöki helynök. 1811. március 19-én nagyprépost, 1812. július 24-től drivasztói választott püspök, egresi apát, apostoli protonotárius.